# Wanda Nevada
Pour plus de détails, voir Fiche technique et Distribution.
Wanda Nevada est un film américain réalisé par Peter Fonda, sorti en 1979.

## Fiche technique
- Titre : Wanda Nevada
- Réalisation : Peter Fonda
- Scénario : Dennis Hackin
- Montage : Scott Conrad
- Musique : Ken Lauber
- Pays d'origine : États-Unis
- Format : Couleurs - 1,85:1 - Mono
- Genre : western
- Durée : 107 minutes
- Date de sortie : 1979

## Distribution
- Peter Fonda : Beaudray Demerille
- Brooke Shields : Wanda Nevada
- Fiona Lewis : Dorothy Deerfield
- Luke Askew : Ruby Muldoon
- Ted Markland : Strap Pangburn
- Severn Darden : Merlin Bitterstix
- Paul Fix : Texas Curly
- Henry Fonda : le vieux prospecteur